# 426. pehotni polk (Wehrmacht)
426. pehotni polk (izvirno nemško Infanterie-Regiment 426) je bil eden izmed pehotnih polkov v sestavi redne nemške kopenske vojske med drugo svetovno vojno.

## Zgodovina
Polk je bil ustanovljen 14. oktobra 1940 kot polk 11. vala na vadbišču Sennelager z reorganizacijo delov 453. in 473. pehotnega polka; polk je bil dodeljen 126. pehotni diviziji.
15. oktobra 1942 je bil polk preimenovan v 426. grenadirski polk.